# Suomussalmi
Suomussalmi est une municipalité du nord-est de la Finlande, dans la région du Kainuu.

## Géographie
La commune est très étendue, c'est d'ailleurs la plus grande du Kainuu et la neuvième du pays. Elle marque la transition entre le Kainuu et le Koillismaa auquel elle se rattache souvent.
L'agriculture est totalement marginale et la forêt domine le paysage. Les deux plus grands lacs, le Vuokkijärvi et le Kiantajärvi, sont très allongés et bordés par des rives accidentées. Les lacs n'occupent que 10 % de la surface, dans la moyenne du pays.
On y trouve le parc national d'Hossa, qui a reçu cette distinction en 2017. Outre une longue frontière avec la Russie, elle est bordée par les municipalités suivantes :
- Côté Kainuu, Kuhmo et Hyrynsalmi au sud, Puolanka à l'ouest.
- En Ostrobotnie du Nord, Pudasjärvi au nord-ouest, Taivalkoski et Kuusamo au nord.

De l'autre côté de la frontière russo-finlandaise se trouve le parc national du Kalevala.

## Démographie
Depuis 1980, la démographie de Suomussalmi a évolué comme suit, :
| Année      | 1980   | 1985   | 1990   | 1995   | 2000   | 2005   |
| ---------- | ------ | ------ | ------ | ------ | ------ | ------ |
| population | 13 357 | 13 147 | 12 509 | 12 124 | 11 003 | 10 071 |

| Année      | 2010  | 2015  | 2020  |
| ---------- | ----- | ----- | ----- |
| population | 9 156 | 8 336 | 7 709 |

## Politique et administration

### Conseil municipal
Les sièges des 31 conseillers municipaux sont répartis comme suit:
| Parti     | Parti                              | Sièges 2021–2025 |
| --------- | ---------------------------------- | ---------------- |
|           | Parti social-démocrate de Finlande |                  |
|           | Vrais Finlandais                   | 5                |
|           | Parti de la Coalition nationale    | 4                |
|           | Parti du centre                    | 14               |
|           | Ligue verte                        | 0                |
|           | Alliance de gauche                 | 8                |
|           | Chrétiens-démocrates               | 0                |
|           | Liberaalipuolue - Vapaus valita    | 0                |
| Sources : |                                    |                  |

## Histoire
Suomussalmi évoque pour tous les Finlandais la principale bataille de la guerre d'Hiver, la victoire défensive contre l’URSS et l’héroïsme des troupes finlandaises remportant un succès écrasant à 1 contre 4. C’est là dans les frimas de décembre 1939 et janvier 1940 que le pays a gagné le droit de conserver son indépendance.
Les historiens distinguent deux batailles, la bataille de Suomussalmi et celle de la route de Raate.
En un peu plus d’un mois, 3 régiments finlandais ont pratiquement détruit deux divisions soviétiques.
Le village de Suomussalmi a été totalement détruit par les troupes finlandaises juste avant sa prise par les Soviétiques pour éviter que les soviétiques puissent y trouver un quelconque refuge.
Il a été reconstruit à une dizaine de kilomètres du site initial.
La commune est aujourd’hui constellée de monuments patriotiques, le plus connue étant Liekki (la torche) d’Alvar Aalto, que l’on retrouve sur le blason de la municipalité.

## Transports
La route nationale 5 menant de Hyrynsalmi à Kuusamo est l'axe principal traversant Suomussalmi.
La route régionale 912 venant de Kuhmo se termine à Suomussalmi.
La route régionale 843 venant de Palovaara traverse Suomussalmi et continue jusqu'à Kuusamo.
La route régionale 892 part de Suomussalmi, puis traverse Korpikylä et Kytömäki pour finir à Hyrynsalmi.
La route régionale 897 part d'Alajärvi dans la commune de Suomussalmi, puis traverse Hattuvaara pour aller jusqu'à Yli-Näljänkä.

### Distances
- Hyrynsalmi 37 km
- Puolanka 68 km
- Taivalkoski 97 km
- Kuusamo 139 km
- Kajaani 107 km
- Oulu 197 km
- Kuhmo 125 km

## Jumelages
- Kalevala (Russie)
- Nordmaling (Suède)

## Personnalités liées à la commune
- Kaarlo Juho Ståhlberg
- Ilmari Kianto
- Osmo Tapio Räihälä
- Matti Makkonen
- Toini Gustafsson
- Marko Kemppainen
- Aki Karvonen
- Heikki Kovalainen
- Eetu Heikkinen
- Janne Pesonen
- Merja Kyllönen

## Galerie

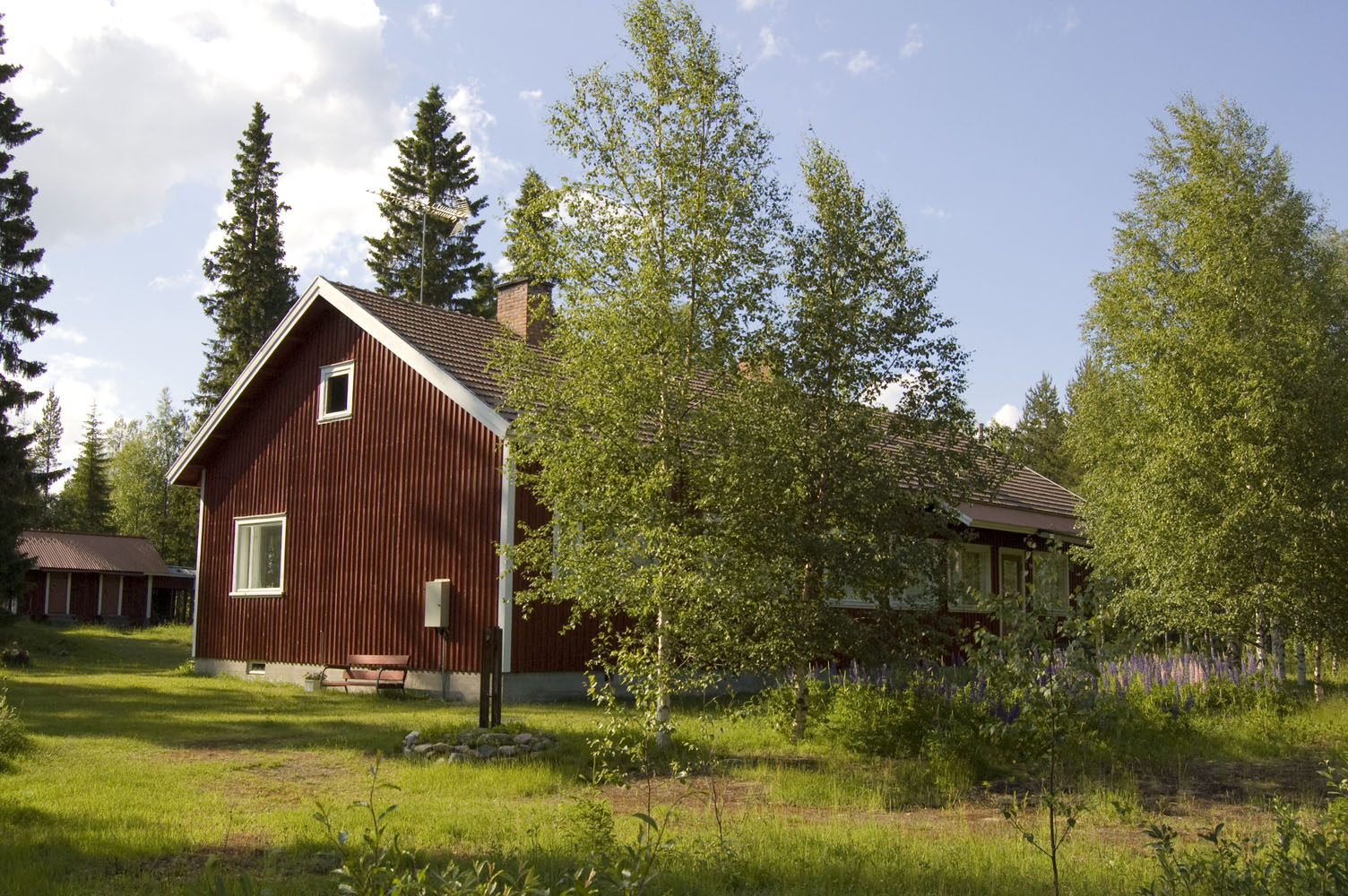
Gare ferroviaire de Laaja.
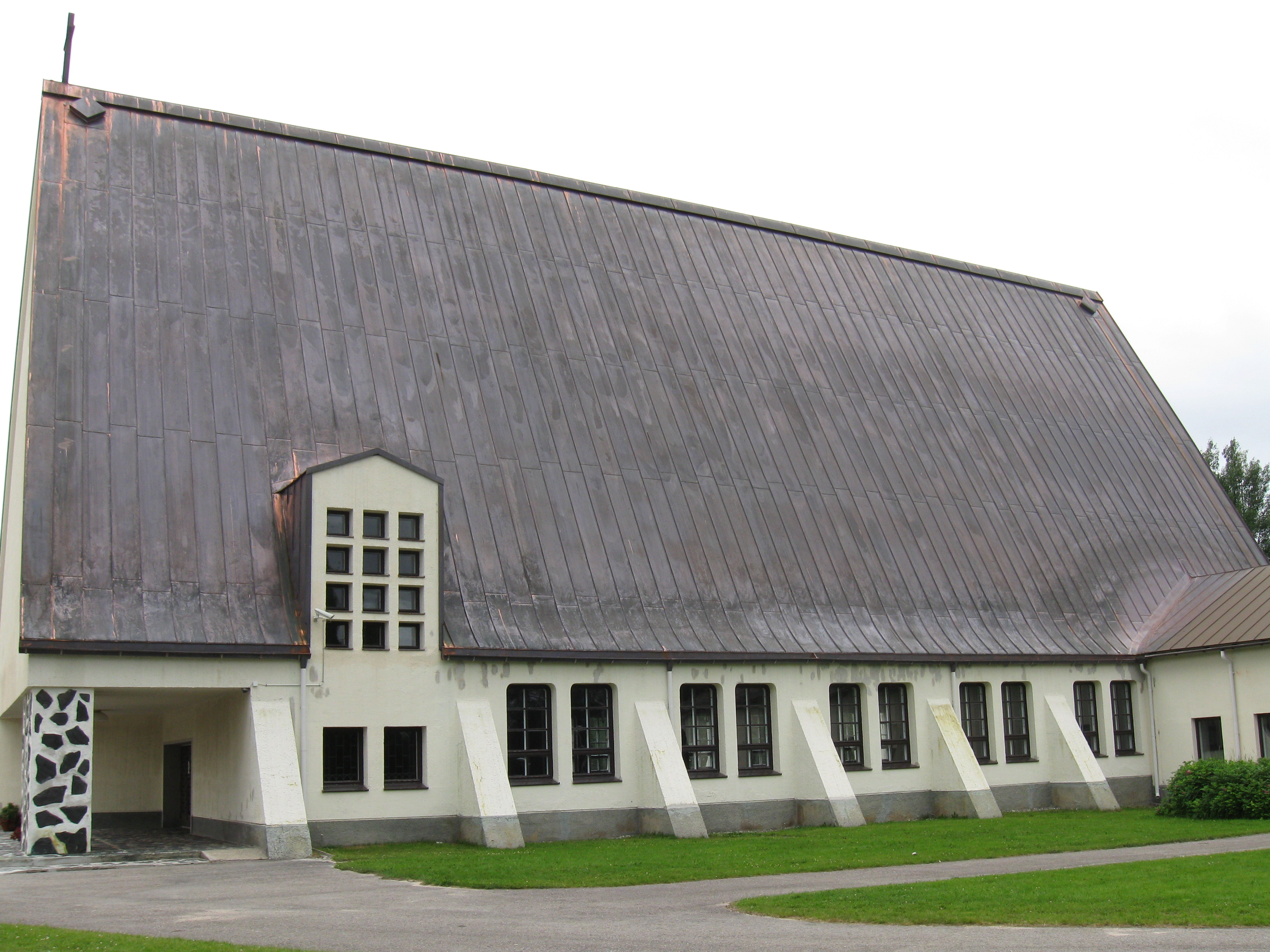
Église de Suomussalmi.
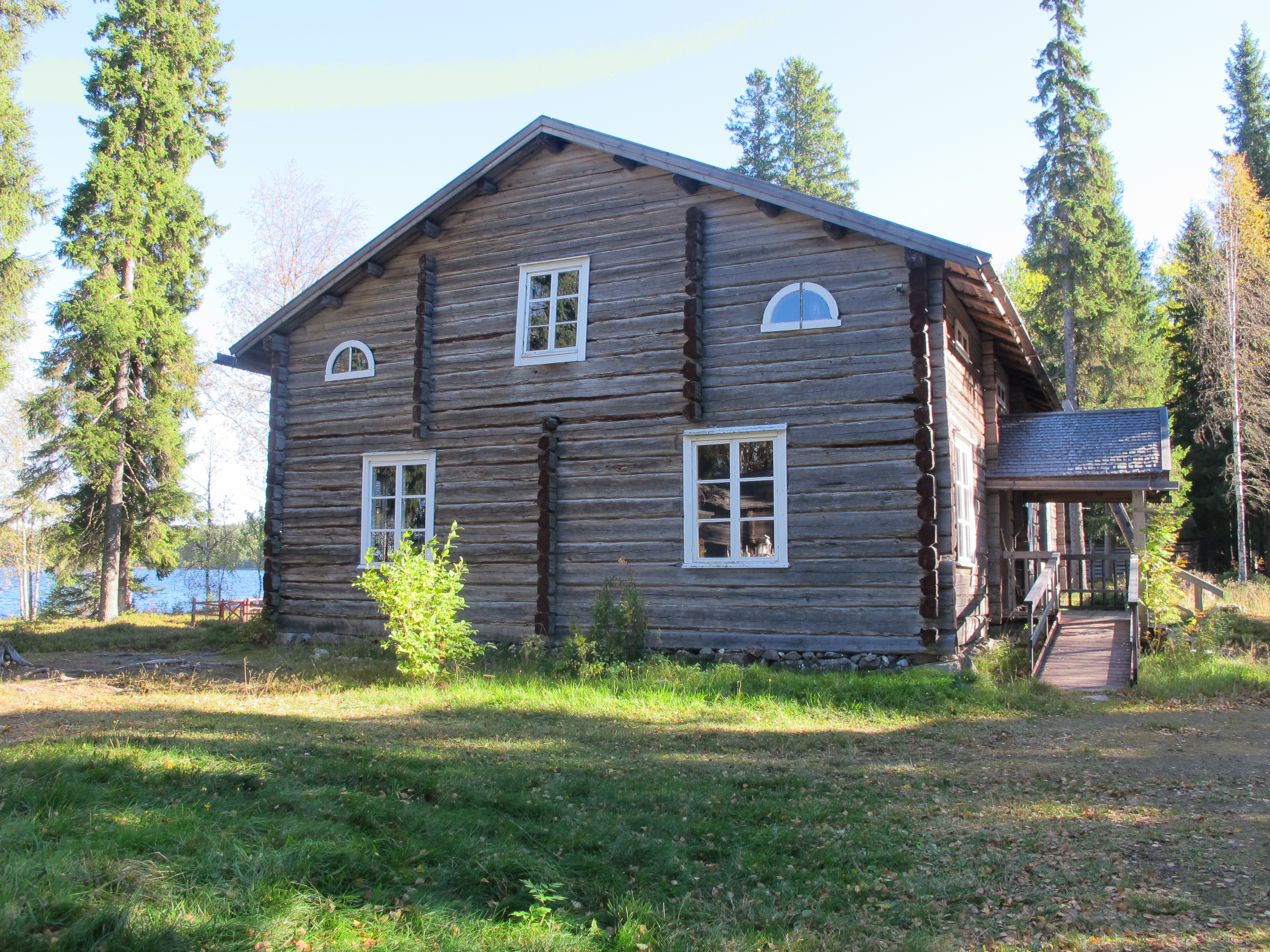
Musée de Suomussalmi.
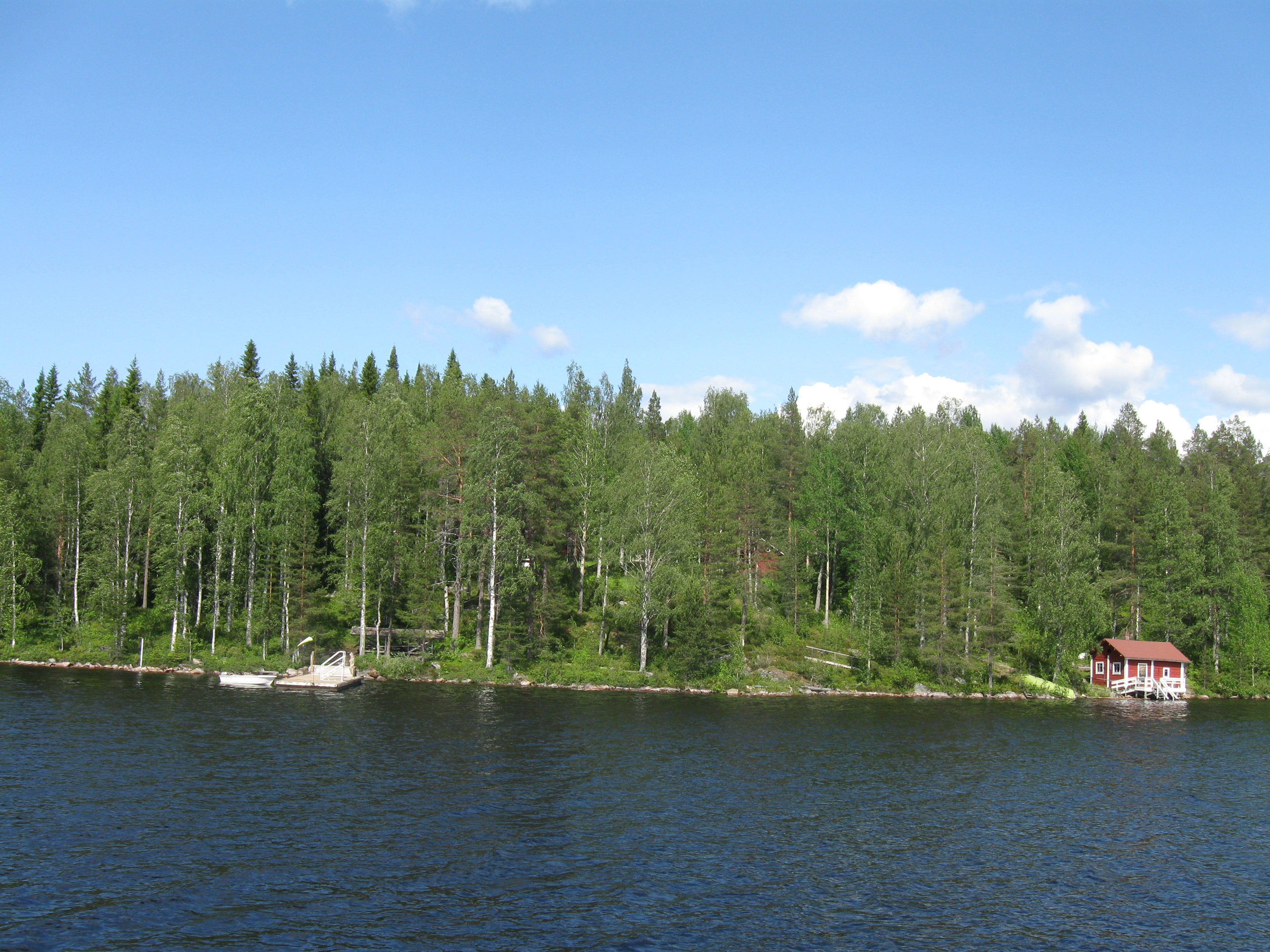
Turjanlinna.